# Торпедо (футбольный клуб, Подольск)
«Торпедо» — советский и российский футбольный клуб из Подольска. Основан не позднее 1954 года. Футбольная команда расформирована в 1996 году.

## Названия
- 1936—1938 — «Снайпер-ПМЗ».
- 1948—1955 — «Машиностроитель».
- 1966—1970 — «Торпедо».
- 1971—1973 — «Машиностроитель».
- 1990—1995 — «Торпедо».

## История
Выступал в классе «Б» первенства СССР в 1966—1969 годах. В 1991—1995 годах — на уровне КФК (1991 — чемпионат РСФСР, с 1992 — Первенство России).
В 2017 году любительская команда «Торпедо» была заявлена на чемпионат Подольска по футболу в формате 6x6.

## Достижения
- 4-е место в зональном турнире Класса «Б» первенства СССР и полуфинале РСФСР (1968).
- «Торпедо» — 1/8 зонального финала Кубка СССР (1966/67, 1967/68).
- «Снайпер-ПМЗ» — 1/64 финала Кубка СССР (1936, 1938).